# Igreja e Convento de São Francisco (Leiria)

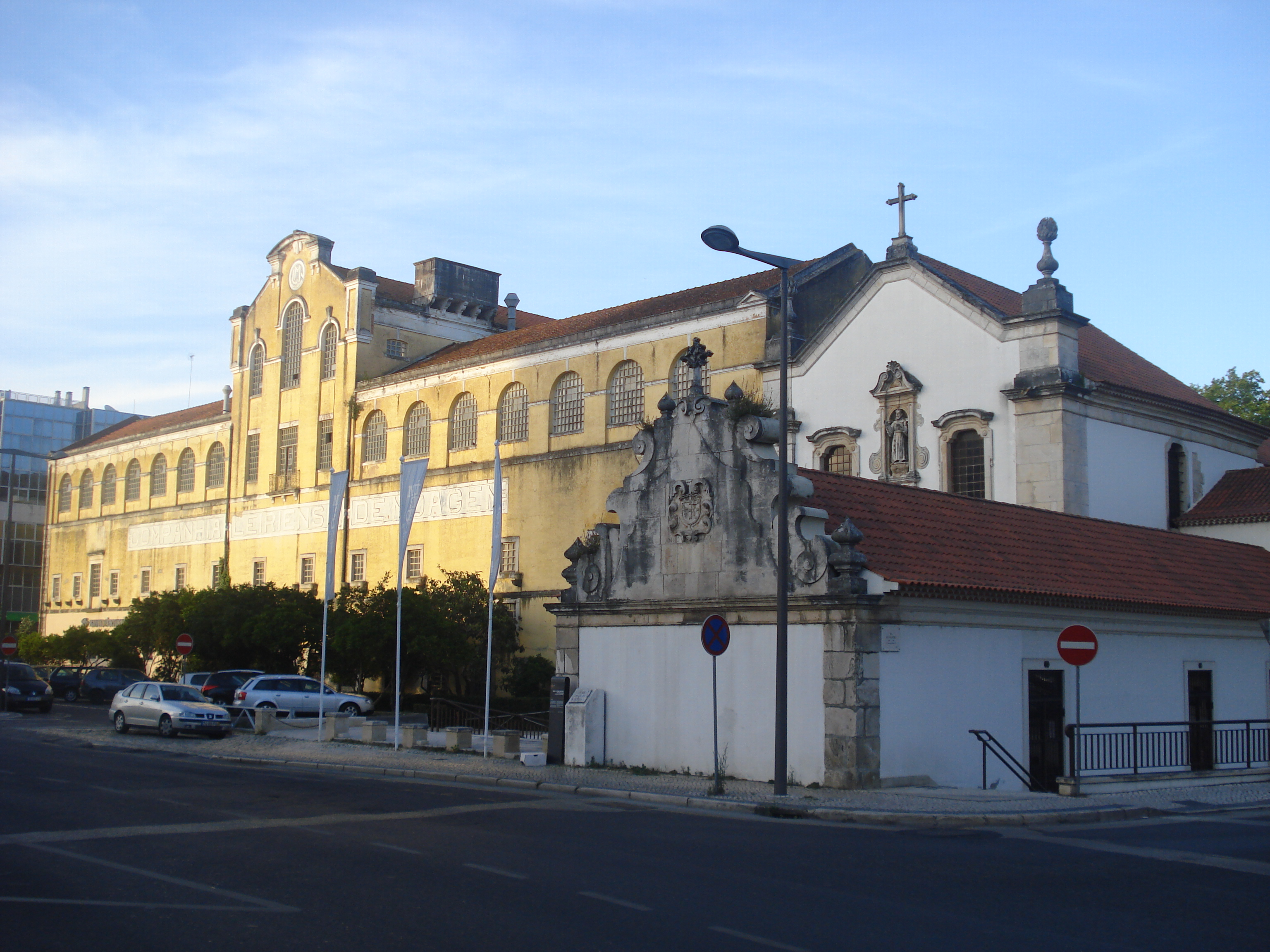
Igreja e ex-convento de São Francisco

A Igreja e Convento de São Francisco, ou Convento e Igreja de São Francisco de Leiria, é um antigo conjunto conventual em Leiria, surgindo deslocado da zona de mais recente desenvolvimento da cidade.
O conjunto está classificado como Imóvel de Interesse Público desde 1984.

## História
O convento de São Francisco foi fundado em 1232, altura em que existia no Rocio de Leiria (onde hoje encontramos o Jardim Luís de Camões). O convento seria relocalizado do Rocio para o local actual, com o aval do rei D. João I, porque o seu local original sofria muito com as inundações do rio Lis (na altura ainda não tinha o leito controlado). O convento mudou-se então para perto do rio Lis e do Olho do Pedro que mais tarde seria designado por Fonte Quente - este último servia para abastecer com água o convento e a igreja. A igreja foi inaugurada em 1562, segundo inscrição no local. Tanto o convento como a igreja sofreram remodelações nos finais do século XVIII.
O convento pertencia à custódia de Lisboa, mas depois da extinção das ordens religiosas este foi dotado ao abandono, acabando por ser entregue à Câmara Municipal em 2 de Julho de 1851 para o demolir e aproveitar os materiais. Em vez disso a câmara considerou a instalação dos Paços do Concelho, tribunal e cadeia no local (até o momento encontrava-se na praça Rodrigues Lobo). De facto por algum tempo o convento serviu de prisão, mas projecto de instalar lá também os Paços do Concelho não foi avante e estes foram construídos no local actual, frente à Vila Portela, que na altura ainda era afastado da cidade. Em 1861 a igreja voltou para os franciscanos, mas em 1904 encomendaram uma nova igreja e convento a Nicola Bigaglia - esta seria instalada ao lado da Câmara Municipal, pelo que constitui o que hoje é chamado de Igreja e Convento da Portela.
O Convento foi então cedido em 1921 a um grupo de empresas que aí instalaram a Companhia Leiriense de Moagem, acabando por modificar o convento sob projecto de Ernesto Korrodi - a fachada do convento foi totalmente alterada, restando dele apenas os claustros.
Já a igreja foi encerrada em 1950, e perante o estado avançado de degradação esta sofre obras de restauro em 1992, dirigidas pelo arquitecto João Roda, que trazem à luz raros e belos frescos quatrocentistas, ocultados durante séculos por reboco.
A igreja tem uma fachada simples com uma galilé renascentista, muito detalhada, duas janelas e um nicho com a imagem do santo. O interior é constituído por uma única nave, com cobertura de madeira e altares quinhentistas. Anexo ao coro encontra-se a capela da Ordem Terceira, construída em 1719 que fazia ligação ao convento.
Actualmente a igreja encontra-se aberta, pelo que para além de ser um local de culto nela também se realizam vários eventos culturais (exposições, concertos, etc.).